# Aeroportul Spence
Aeroportul Spence (IATA: MUL, ICAO: KMUL, FAA LID: MUL) este un aeroport din Georgia, Statele Unite ale Americii ce deservește zona Moultrie⁠(d). Aeroportul a fost tranzitat în 2017 de 2 pasageri.
Situat la o altitudine de 89 m, aeroportul dispune de 1 pistă.

## Infrastructură

### Piste
Aeroportul dispune de o singură pistă. Pista 14/32 are suprafața de beton și dimensiunile 4.500 picioare × 75 picioare. 